# Mixomelia diagramma
Mixomelia diagramma är en fjärilsart som beskrevs av Louis Beethoven Prout 1928. Mixomelia diagramma ingår i släktet Mixomelia och familjen nattflyn. Inga underarter finns listade i Catalogue of Life.